# Ligia Konopska-Waliszkiewicz
Ligia Konopska-Waliszkiewicz (zm. 25 września 1989) – polska biolożka, specjalizująca się w fizjologii roślin, w szczególności w badaniu ich białek zapasowych. Docent dr hab. związana z Uniwersytetem Łódzkim.

## Życiorys
Była długoletnim pracownikiem Zakładu Fizjologii i Biochemii Roślin Uniwersytetu Łódzkiego. Ceniona jako naukowiec i wychowawca młodzieży akademickiej. Na początku kariery naukowej pod kierunkiem profesor Wacławy Maciejewskiej-Potapczyk prowadziła w Katedrze Fizjologii Roślin Wydziału Biologii i Nauk o Ziemi UŁ badania biochemii bielma części chalazalnej i mikropylarnej nasion kosaćca żółtego w kolejnych fazach rozwoju. Opisującą wyniki tych badań pracę doktorską pt. „Biochemiczne badania rozwoju nasion Iris Pseudoacorus L.” obroniła w 1969 roku uzyskując stopień naukowy doktora. W swojej pracy badawczej kontynuowała analizy regulatorów wzrostu roślin prowadzone na Uniwersytecie Łódzkim przez profesor Maciejewsk-Potapczyk. W rozprawie habilitacyjnej pt. „Badania ziaren aleuronowych bielma Iris pseudoacours L. i liścieni Pisum sativum L.” z 1975 roku podsumowała lata badań biochemicznego aspektu rozwoju nasion, po czym uzyskała stanowisko docenta.
Zmarła w dniu 25 września 1989 roku.

## Wybrane publikacje
Wybrane publikacje, chronologicznie:
- Ligia Konopska, Biochemiczne badania rozwoju nasion Iris Pseudoacorus L.: [rozprawa doktorska], Uniwersytet Łódzki, Wydział Biologii i Nauk o Ziemi, Katedra Fizjologii Roślin, 1969. Brak numerów stron w książce
- Ligia Konopska, Nitrogen and phosphorus compounds in the aleurone grains of Iris pseudoacorus endosperm and Pisum sativum cotyledons, „Acta Societatis Botanicorum Poloniae”, 42 (4), 1973, s. 533-540.
- Barbara Gabara, Ligia Konopska, The ultrastructure of protein bodies isolated from Pisum sativum and Iris pseudoacorus L. seeds, „Acta Societatis Botanicorum Poloniae”, 43 (2), 1974. Brak numerów stron w czasopiśmie
- Ligia Konopska, Badania ziaren aleuronowych bielma Iris pseudoacours L. i liścieni Pisum sativum L.: [rozprawa habilitacyjna], „Acta Universitatis Lodziensis”, Uniwersytet Łódzki, 1975. Brak numerów stron w czasopiśmie
- Ligia Konopska, Trypsin Inhibitory Activities in Cotyledons of Pisum sativum L., „Biochemie und Physiologie der Pflanzen”, 175 (3), 1980, s. 273–277.
- Ligia Konopska, Glycoprotein of protein bodies from Lupinus luteus L. seeds, „Biologia Plantarum”, 25 (2), 1983, s. 129-133.
- Ligia Konopska-Waliszkiewicz, Ziarna aleuronowe [Aleurone grains], „Wiadomości Botaniczne”, 30 (2), 1986, s. 127-138.
- T.C. Pham, Ligia Konopska-Waliszkiewicz, Jacek Leluk, Trypsin Inhibitors in the Aleurone Grains of Cucurbita pepo var. patissonina (white bush) Cotyledons, „Biochemie und Physiologie der Pflanzen”, 181, 1986, s. 565-569.
- Ligia Konopska-Waliszkiewicz, Characterization of Albumins from Lupinus luteus L. Cotyledons, „Biologia Plantarum”, 30, 1988, s. 461-464.
- Ligia Konopska-Waliszkiewicz, Protein composition of cotyledons and aleurone grains inLupinus luteus L. Seeds during Germination, „Biologia Plantarum”, 30, 1988, s. 199-203.
- Jan Zarzycki, Ligia Konopska-Waliszkiewicz, The influence of inoculation by Rhizobium lupini on the protein composition of yellow lupin (Lupinus luteus L.) roots, „Biologia Plantarum”, 31, 1989, s. 213-220.